# Brandwand

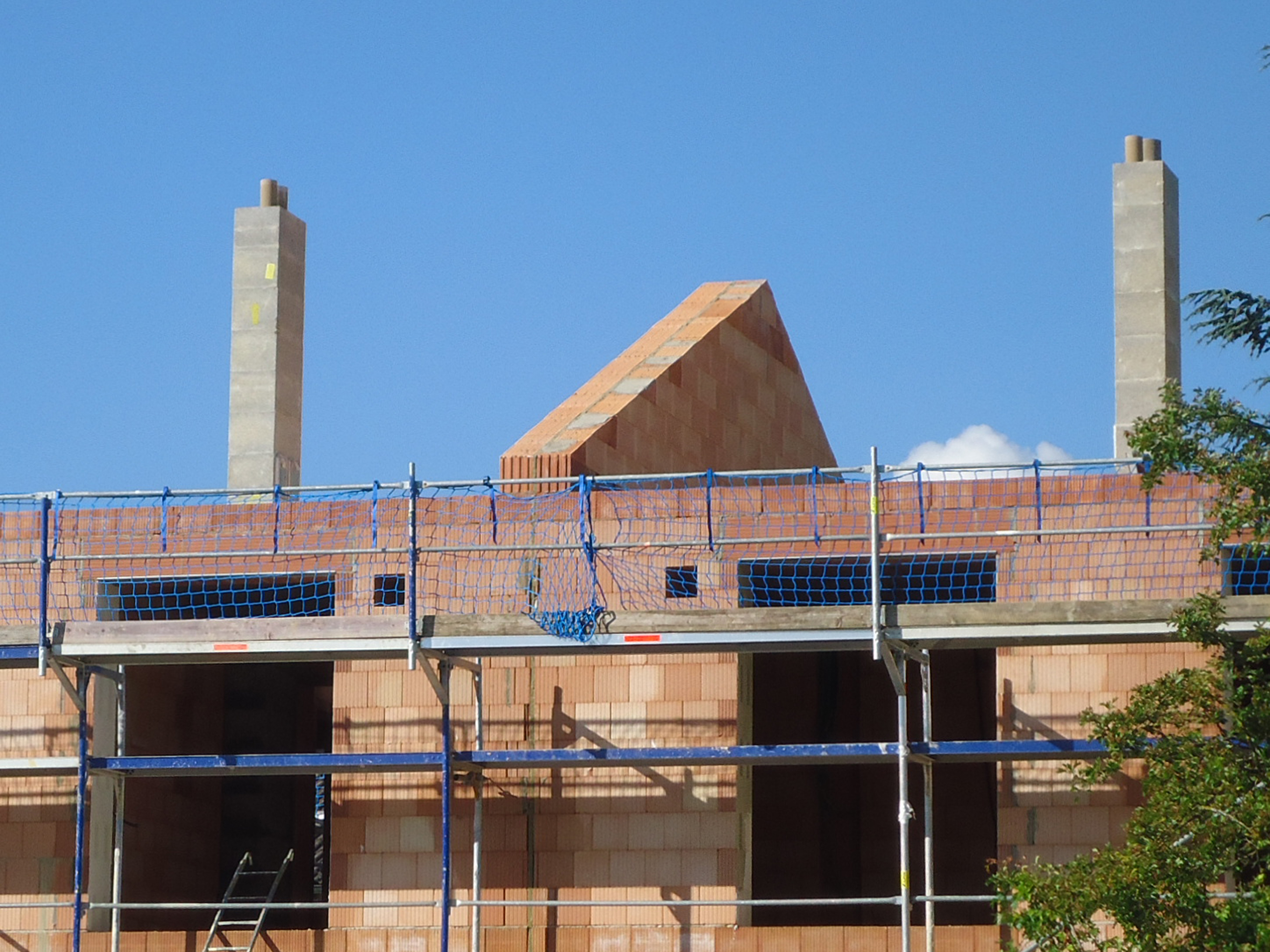
Brandwand im Geschosswohnungsbau (vor Aufrichten des Dachstuhles)

Eine Brandwand oder Brandmauer (selten auch Brandschutzwand; früher auch Feuermauer und Brandgiebel) ist eine Wand, die durch ihre besondere Beschaffenheit das Übergreifen von Feuer und Rauch von einem Gebäude oder Gebäudeteil zu einem anderen verhindern soll. Diese Aufgabe muss die Brandwand auch dann erfüllen, wenn Löschwasser und Hitze auf sie einwirken oder andere Bauteile auf sie stürzen oder sie seitlich anstoßen.
Brandwände bilden einen elementaren Bestandteil des Brandschutzes von baulichen Anlagen. Aus diesem Grund werden Beschaffenheit und Erfordernis von Brandwänden baurechtlich geregelt.

## Funktionen von Brandwänden
Brandwände erfüllen grundsätzlich zwei unterschiedliche Funktionen. Zum einen sollen sie (unmittelbar angrenzende) Gebäude vor Feuer und Hitze schützen. Zum anderen dienen sie aber auch dem Schutz der Nutzer eines Gebäudes.

„Trennwand zwischen zwei Brandabschnitten (im Allgemeinen zwei Gebäude), die neben der Feuerwiderstandsfähigkeit und der Standsicherheit unter Umständen auch eine ausreichende mechanische Widerstandsfähigkeit gegen horizontale Stoßbeanspruchung aufweist, so dass auch im Fall eines Brandes und ggf. bei Tragwerksversagen in einem Abschnitt die Brandweiterleitung in den anderen Abschnitt verhindert wird.“

### Schutzziel Gebäude

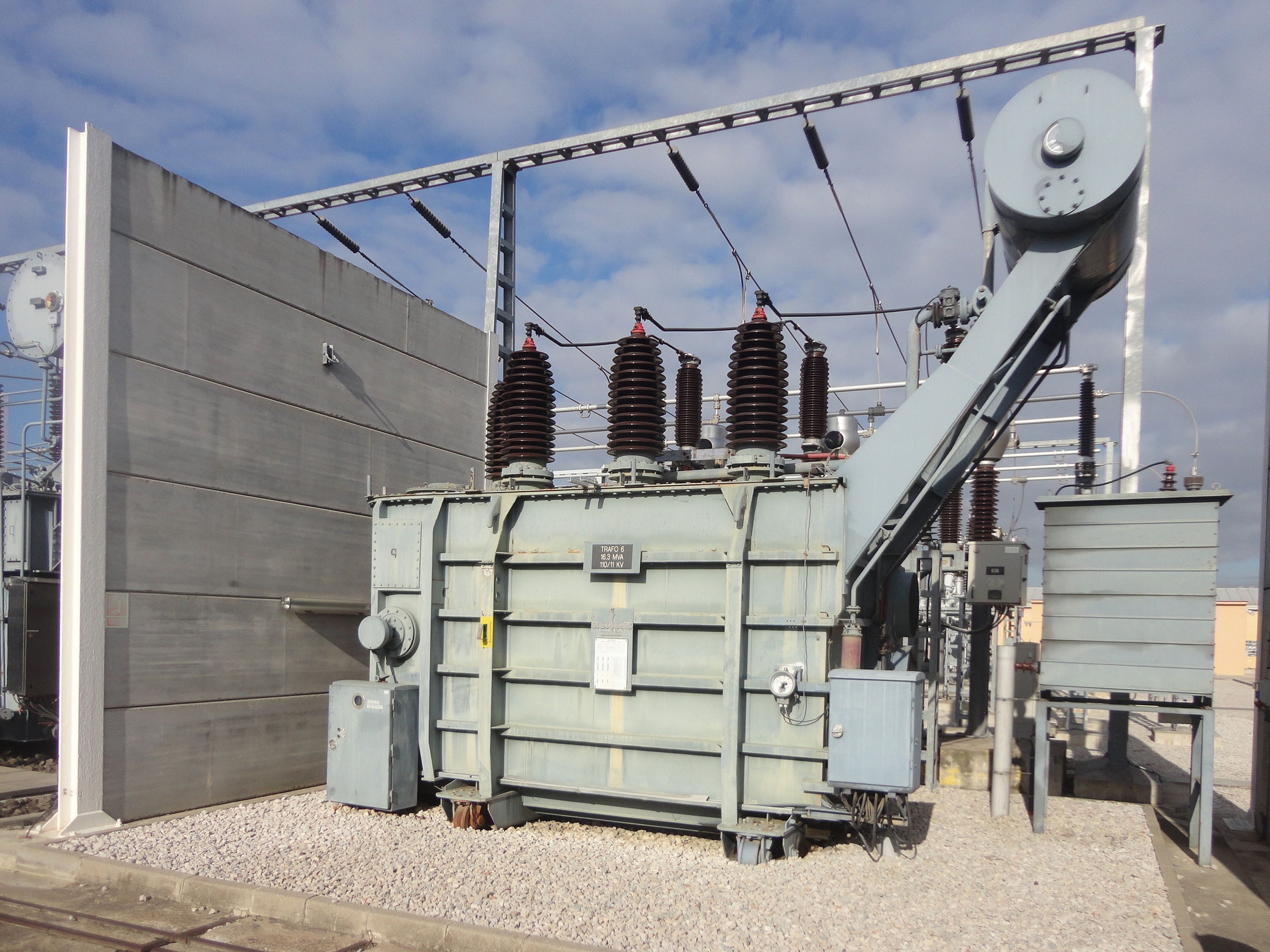
Brandwand links neben einem ölgefüllten Leistungstransformator

Insbesondere in Städten mit dichter Bebauung (geschlossene Bauweise) tragen Brandwände wirksam dazu bei, dass ein Übergreifen von Feuer und Hitze auf die Nachbarbebauung ausbleibt. Auf diese Weise können Großbrände, von denen unter Umständen ganze Stadtviertel betroffen sind, verhindert werden.
In Industrieanlagen dienen Brandwände dazu, Übergreifen von Feuer und Hitze auf benachbarte Anlagenteile zu verhindern oder die Wirkungen zu minimieren. Weitere Beispiele sind die Brandwände bei ölgefüllten Leistungstransformatoren in Umspannwerken und Kraftwerken, die den praktisch nicht löschbaren Transformatorbrand bei schwerwiegenden Fehlern räumlich begrenzen.

### Schutzziel Nutzer
Wichtiger noch als der Schutz der umliegenden Gebäude ist der Schutz der Nutzer des brennenden Gebäudes. Brandwände schotten Brände innerhalb des Gebäudes ab und ermöglichen so die Ausbildung von Brandabschnitten. Die betroffenen Nutzer können in diesem Fall das Gebäude über nichtbetroffene Abschnitte verlassen. Es besteht aber auch die Möglichkeit, in einen sicheren Gebäudeabschnitt zu flüchten und dort auf eine Rettung durch die Einsatzkräfte zu warten. Dieser Fall tritt insbesondere bei Einrichtungen auf, in denen die Nutzer das Gebäude nicht selbstständig verlassen können (wie etwa in Pflegeheimen und Krankenhäusern).

## Anforderungen an Brandwände
Um die oben genannten Funktionen erfüllen zu können, müssen Brandwände je nach Nutzung und Größe des Gebäudes bestimmten Anforderungen entsprechen. Diese Anforderungen sind in Deutschland, Österreich und der Schweiz in Baugesetzen und Baunormen festgesetzt. Da die genauen Bestimmungen je nach Bundesland bzw. Kanton variieren, sollen an dieser Stelle nur grundsätzliche Anforderungen genannt werden:
- Brandwände müssen feuerbeständig sein und aus nicht brennbaren Baustoffen der  Baustoffklasse A1 oder A2 bestehen (wie etwa Beton und Mauerwerk).
- Die Tragfähigkeit und Standsicherheit von Brandwänden muss auch unter zusätzlicher mechanischer Beanspruchung während des Brandes (für einen definierten Zeitraum) erhalten bleiben.
- Brandwände müssen ausreichend dick sein und durchgehend in allen Geschossen übereinander angeordnet sein (Abweichungen möglich, wenn Branddecken vorhanden sind).
- Brandwände sind bis in den Dachbereich (oder sogar darüber hinaus) fortzuführen.
- Brandwände dürfen nicht durch brennbare Baustoffe unterbrochen werden oder Hohlräume aufweisen.
- Öffnungen in außenliegenden Brandwänden sind unzulässig. Öffnungen in innenliegenden Brandwänden müssen besonders abgeschottet werden (siehe Feuerschutzabschluss).

Verschärfte bzw. zusätzliche Anforderungen können sich aus der Feuerversicherung ergeben. In diesem Falle ist der Einbau einer sogenannten Komplextrennwand erforderlich.

## Erfordernis von Brandwänden
In welchem Fall eine Brandwand erforderlich ist, wird ebenfalls in den Baugesetzen und Baunormen vorgegeben. Allgemein betrachtet gelten folgende Bestimmungen:
- Außenliegende Brandwände werden grundsätzlich erforderlich, wenn die Abschlusswand des Gebäudes in geringem Abstand zur Nachbargrenze errichtet wird. Auf diese Weise soll ein Brandüberschlag verhindert werden.
- Innenliegende Brandwände sind vorzusehen, wenn aufgrund der Größe oder der Nutzung eines Gebäudes Brandabschnitte gebildet werden sollen. So kann im Brandfall das Brandausbreitungsrisiko begrenzt werden und der Brand für die Rettungs- und Löschkräfte beherrschbar bleiben. Die Abstände zwischen den Brandabschnitten können vergrößert werden, wenn mittels Brandschutzgutachten nachgewiesen ist, dass durch geeignete Maßnahmen (wie etwa Sprinkleranlagen und Rauchabzugsvorrichtungen) der Brand wirksam eingedämmt werden kann.

## Geschichte
Brandwände sind vereinzelt beim Wiederaufbau nach verheerenden Stadtbränden schon im 18. Jahrhundert systematisch geplant und gebaut worden. Allgemeingültige Bauvorschriften zur Errichtung von Brandwänden gab es in den meisten deutschen Ländern seit dem 19. Jahrhundert, um das „Überhandnehmen der Feuersbrünste zu hemmen“. Sie verlangten bei aneinander stoßenden Häusern, „daß sie durch vollständige massive Giebel getrennt sein müssen“. Brandwände durften nie unter 1 Ziegelstein (25 cm) stark sein und durften keine Türen und Fenster enthalten, bzw. mussten diese ersatzweise mit eisernen Läden versehen sein. Brandwände sollten bis unter das Deckmaterial des Daches geführt werden. Doch vielerorts mussten diese auch um ein bestimmtes Maß über die Dachfläche hinausgehend erhöht sein, was Doppel- oder Reihenhäusern ein charakteristisches, abschnittsweises Aussehen verleiht.

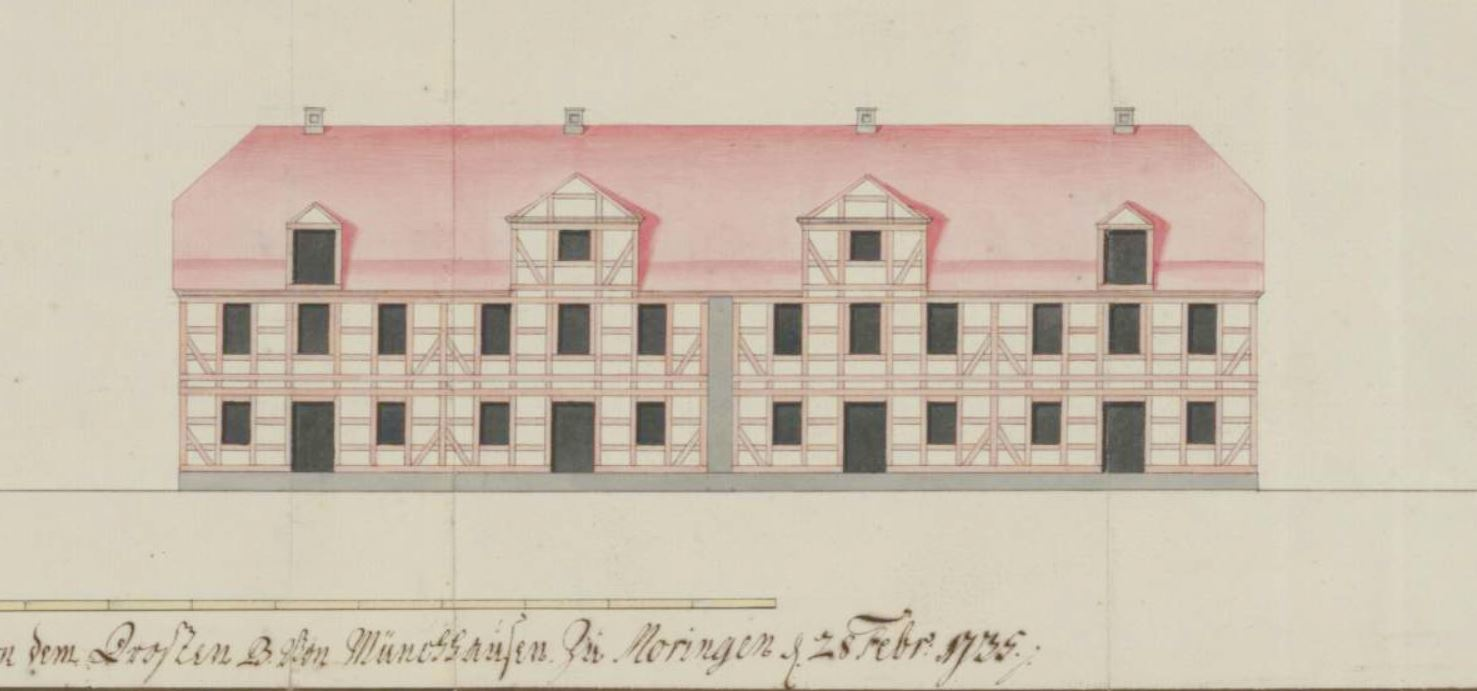
Reihenhaus-Typenhäuser in Fachwerk mit Brandwand, Entwurf zum Wiederaufbau von Moringen, 1735
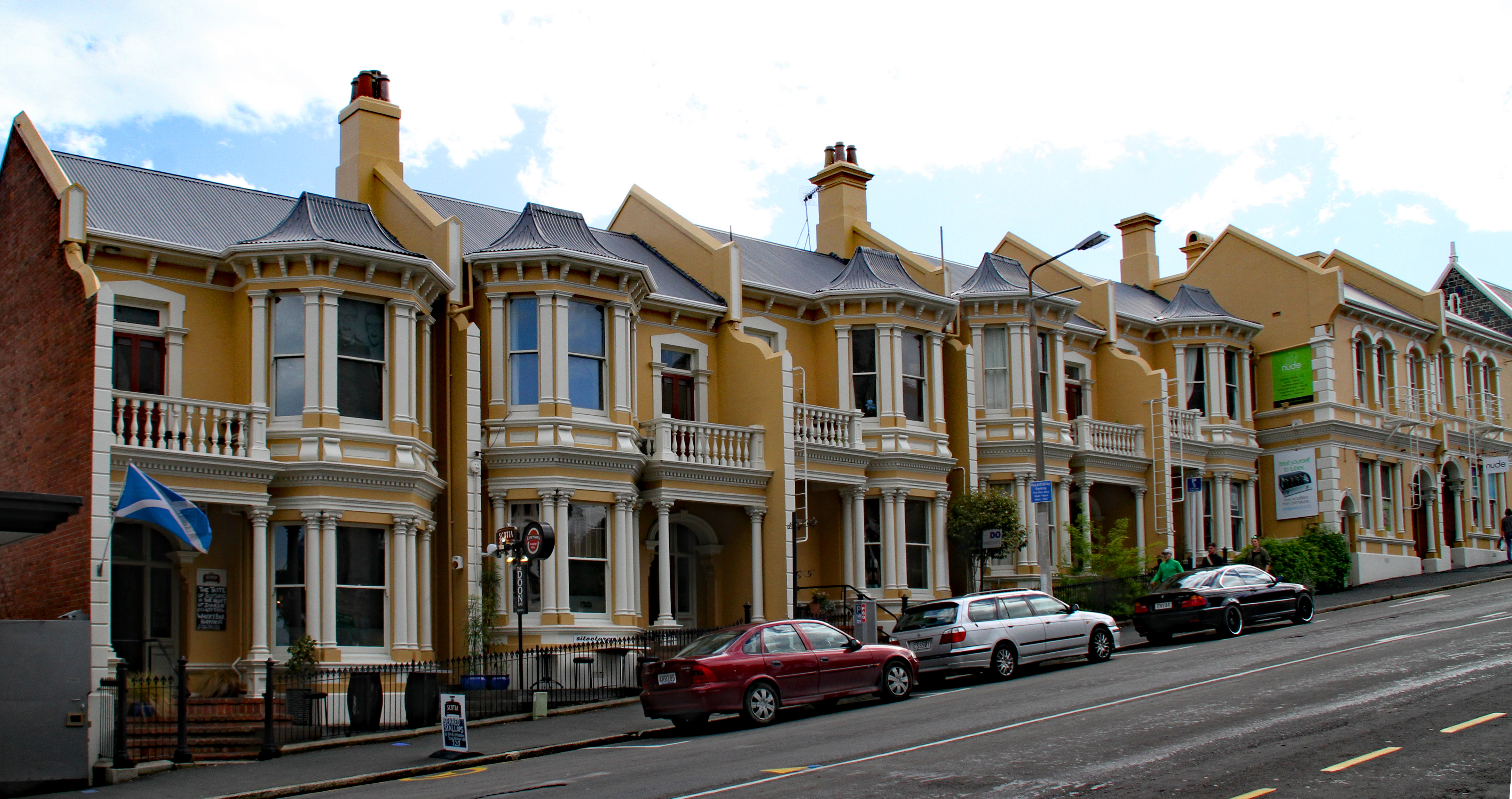
Reihenhäuser mit Brandgiebeln, die über das Dach hinausragen (Neuseeland)
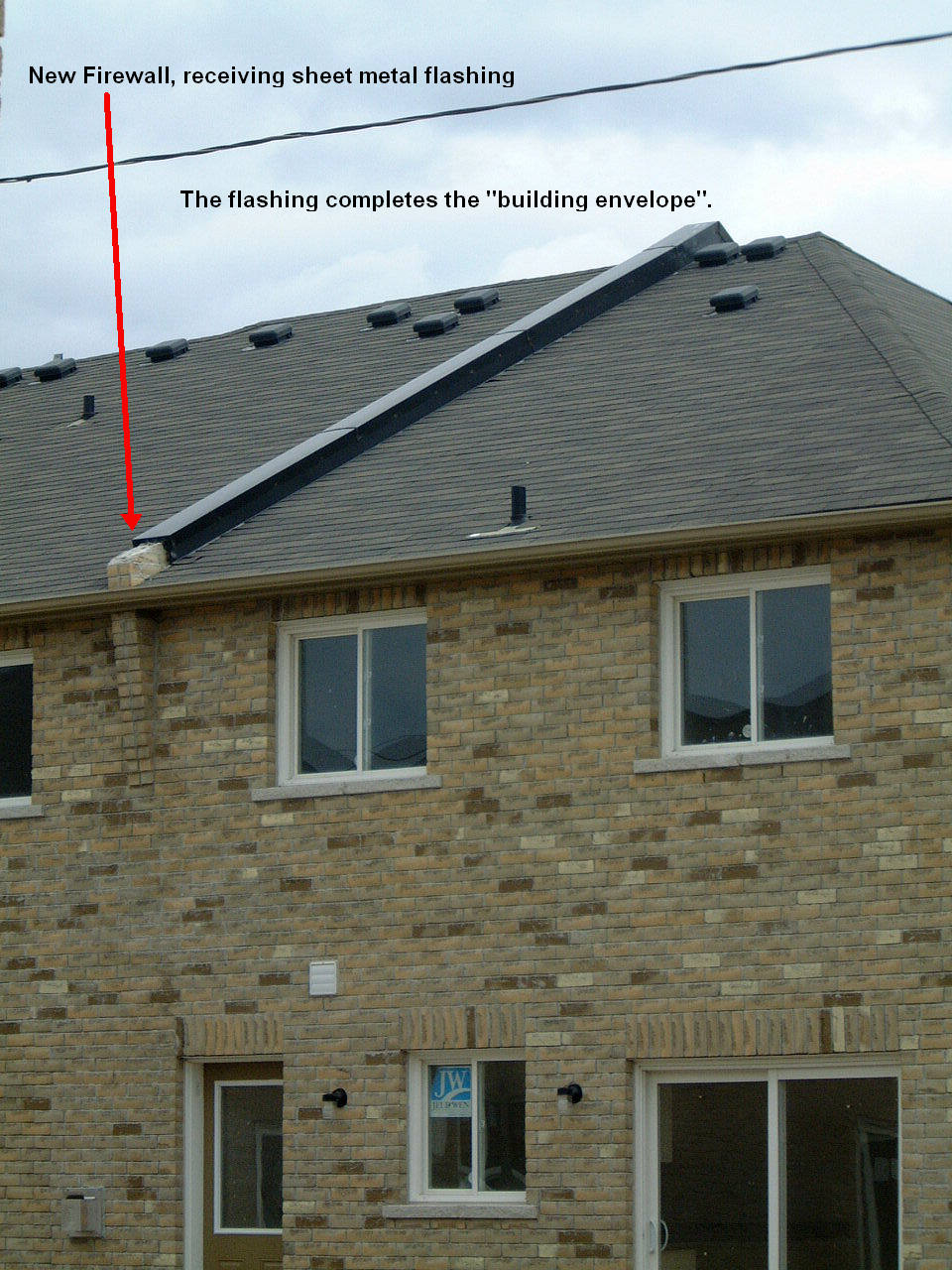
Über die Dachfläche aufragende Brandwand im Wohnungsbau (Kanada)

## Gestaltung
Freistehende, große Giebelflächen ohne Öffnungen können bei nachträglichen Anbauten oft als Brandwände genutzt werden. Vorher haben die Wände auch eine Aufgabe zur Gestaltung des öffentlichen Raums, vor allem in Städten. Ursprünglich sind solche Wände seit dem späten 19. Jahrhundert oft durch Feldern mit unterschiedlichen Putzstrukturen gegliedert worden. In vielen Fällen erfolgte aber auch keine Gestaltung, weil der Bau eines Nachbargebäudes vorgesehen war, der aber nie erfolgte, andere Brandwände wurden erst durch Abbruch oder Zerstörung des Nachbargebäudes freigelegt. Moderne – auch nachträglich angebrachte – Wandgestaltungen bestehen seit den 1970er Jahren u. a. aus großen Wandbildern (sogenannten Murals), teilweise in künstlerischer Urban-Art-, Streetart- oder Trompe-l’œil-Manier.

Beispiele
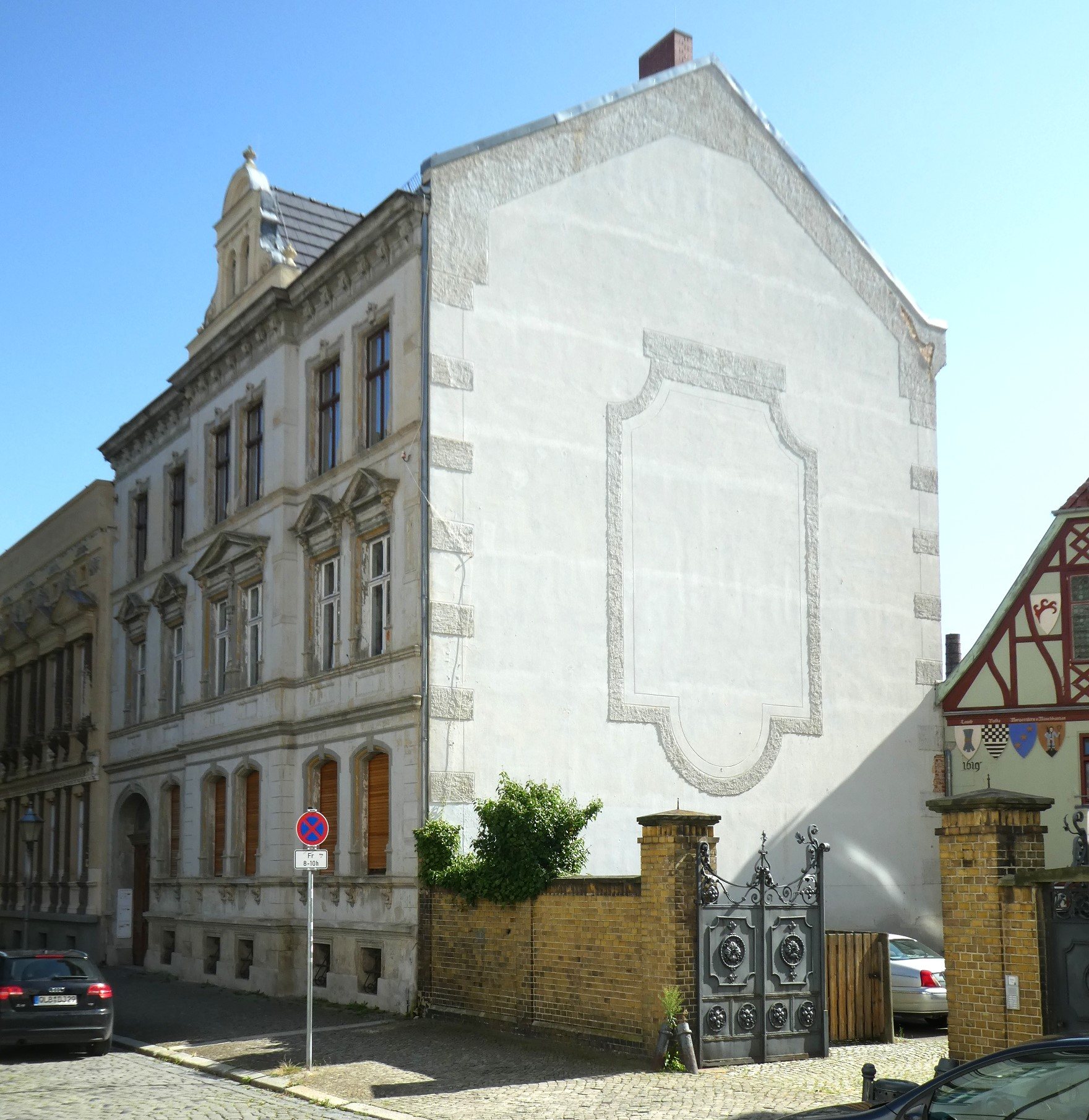
Durch Putzfelderung gegliederte Brandwand an einem historistischen Wohnhaus (Quedlinburg)
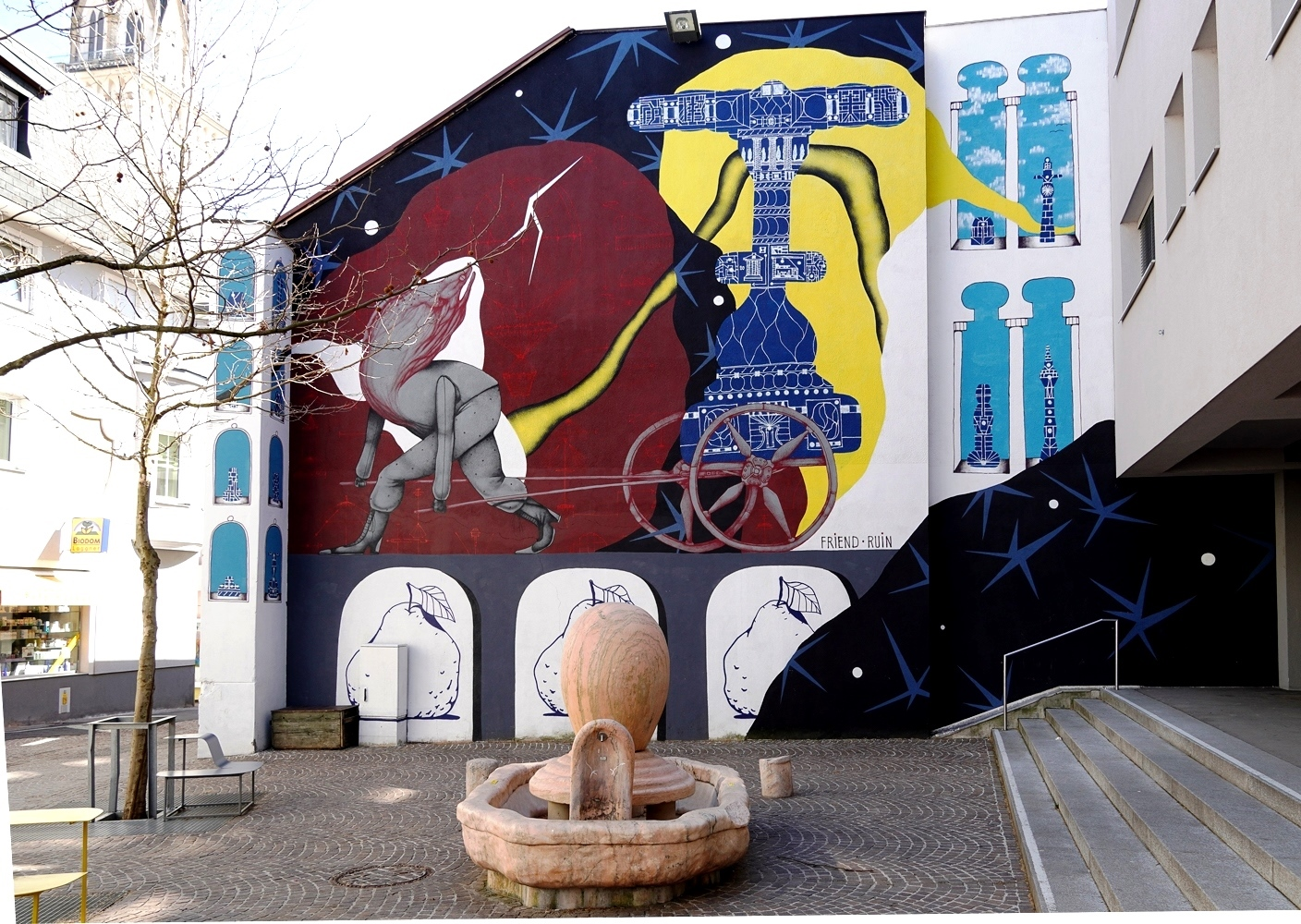
Pop-Art-Fassadenkunst an einer Brandwand (Villach)
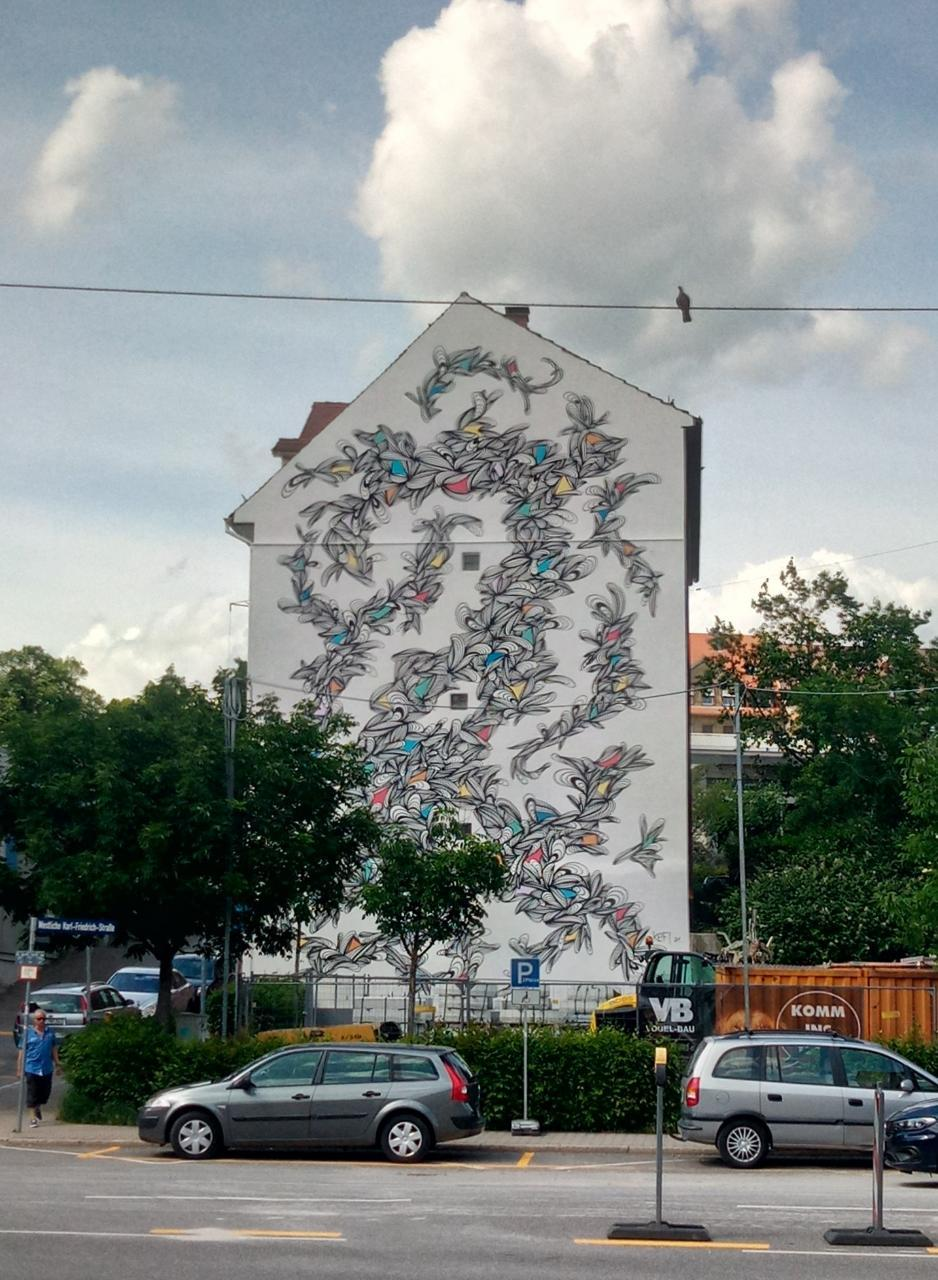
Urban-Art-Fassadenkunst (Pforzheim)
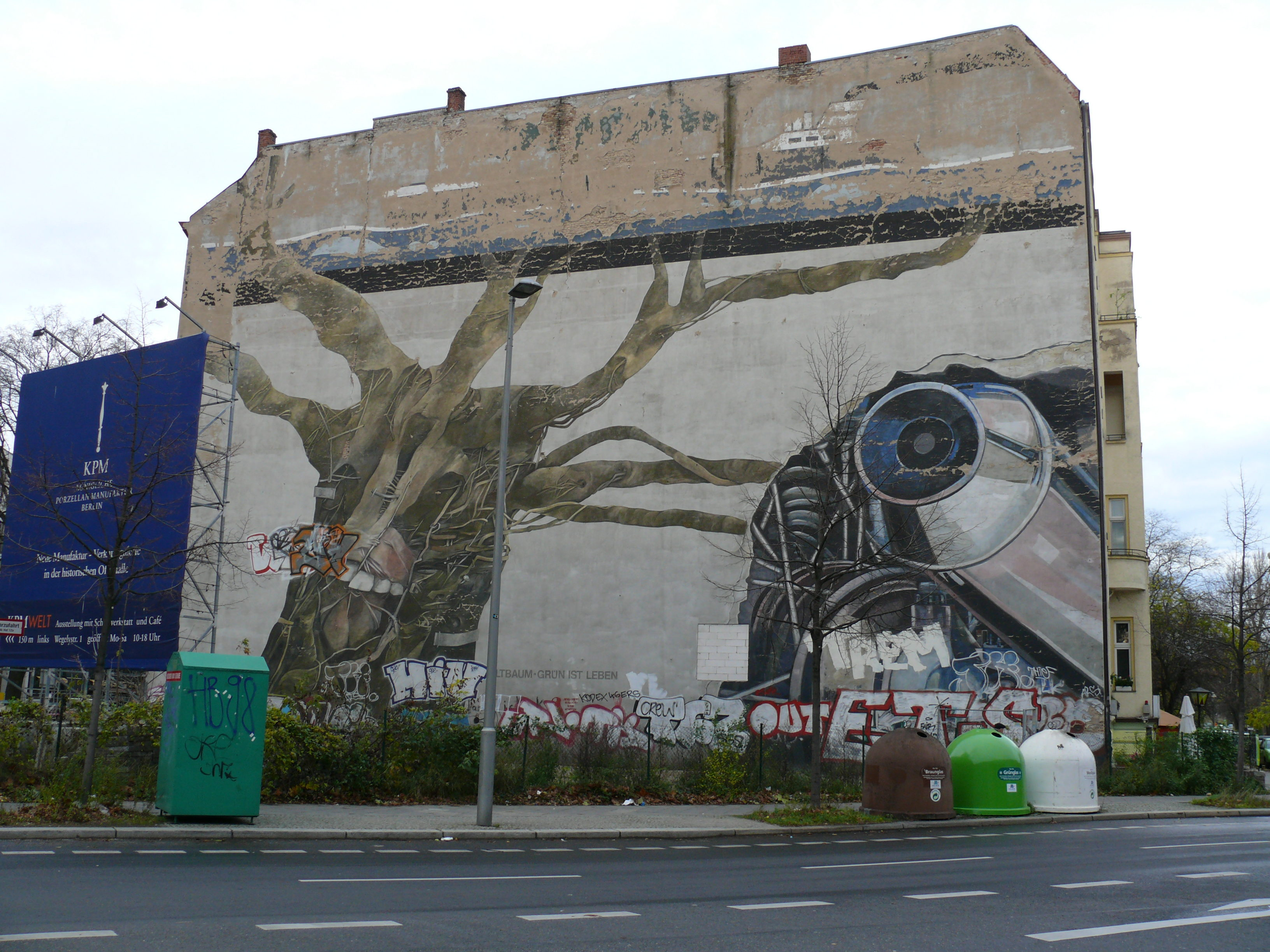
Wandmalerei von Ben Wagin in Berlin, 1975
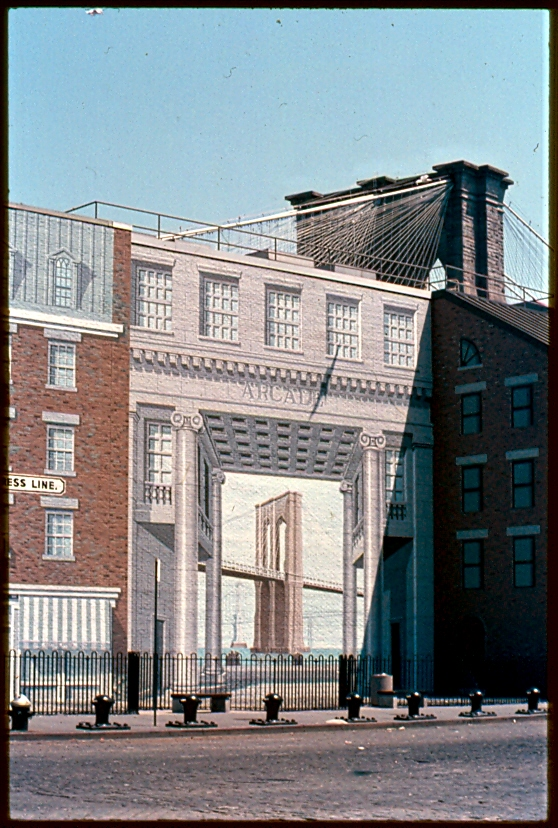
Wandbild von Richard Haas (New York)

## Metapher

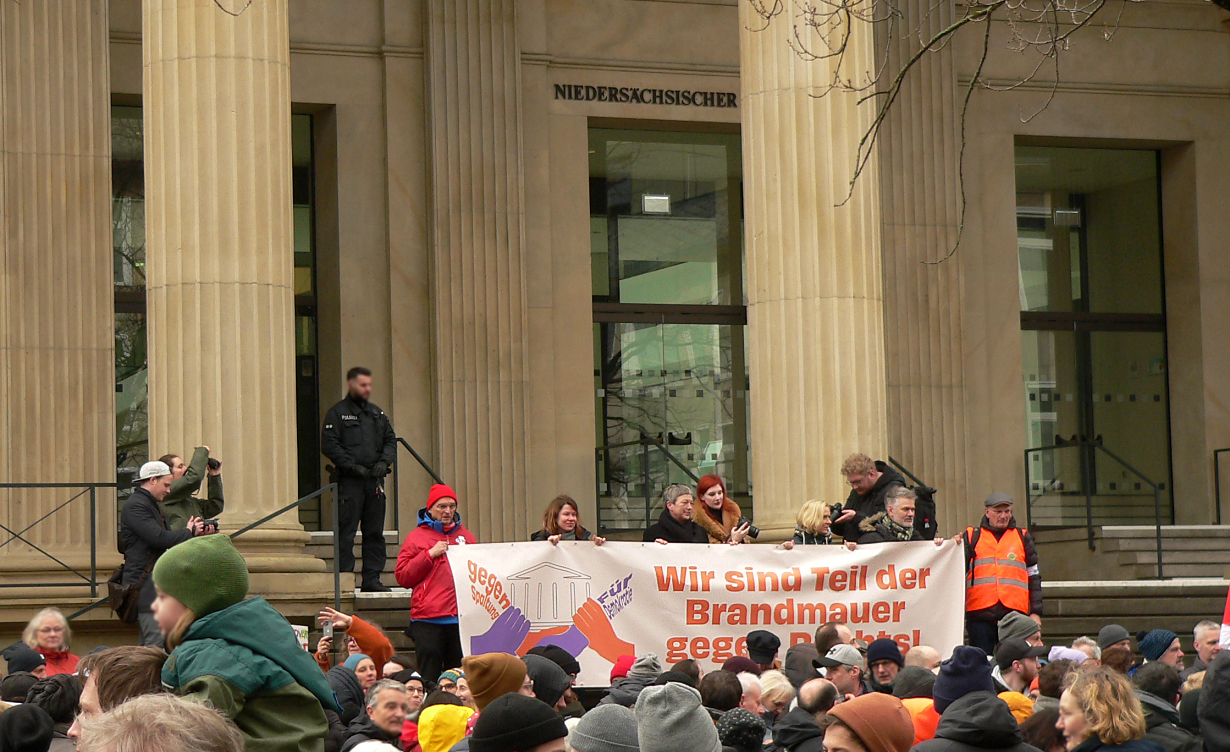
„Brandmauer gegen Rechts“ auf einem Plakat bei einer Demonstration gegen Rechts vor dem Niedersächsischen Landtag (2024)

Der Begriff „Brandmauer“ wird in der deutschen Politik als Metapher benutzt, um eine unüberwindbare Abgrenzung von etablierten Parteien gegenüber extremistischen oder radikalen politischen Kräften zu bezeichnen. Eine Zusammenarbeit, Koalitionen oder Unterstützung dieser Kräfte wird ausgeschlossen, um demokratische Werte und Prinzipien zu schützen.